# 大阪狭山市立東小学校
大阪狭山市立東小学校（おおさかさやましりつひがししょうがっこう）は、大阪府大阪狭山市にある公立小学校。

## 沿革
- 1872年11月24日 - 「郷学」と称して創立
- 1873年 - 河州5番校に改称
- 1908年 - 狭山尋常小学校に改称
- 1941年4月1日 - 狭山国民学校に改称
- 1947年4月1日 - 狭山村狭山小学校に改称
- 1951年4月1日 - 狭山町立狭山小学校に改称
- 19　年 月 日 - 狭山町立狭山東小学校に改称
- 1987年10月1日 - 市制施行により、大阪狭山市立東小学校に改称
- 1995年3月31日 - 体育館新築工事完成
- 1998年2月1日 - コンピュータ室設置

## 交通
- 南海高野線 大阪狭山市駅。

## 著名な出身者
- 小谷祐喜 - サッカー選手